# Corallospartium crassicaule
Corallospartium crassicaule là một loài thực vật có hoa trong họ Đậu. Loài này được (Hook.f.) J.Armstr. mô tả khoa học đầu tiên.